# Давыдовщина (Ленинградская область)
Давыдовщина — деревня в Ганьковском сельском поселении Тихвинского района Ленинградской области.

## История
Деревня Давыдовщина упоминается на карте Новгородского наместничества 1792 года А. М. Вильбрехта.

ДАВЫДОВЩИНА — деревня Новинского общества прихода Малошугозёрского погоста. Река Явосьма.

Крестьянских дворов — 17. Строений — 41, в том числе жилых — 23.

Число жителей по семейным спискам 1879 г.: 44 м. п., 48 ж. п.; по приходским сведениям 1879 г.: 47 м. п., 52 ж. п.

В конце XIX — начале XX века деревня административно относилась к Кузьминской волости 2-го земского участка 2-го стана Тихвинского уезда Новгородской губернии.

ДАВЫДОВЩИНА — деревня Новинского общества, дворов — 25, жилых домов — 38, число жителей: 58 м. п., 74 ж. п.
 
Занятия жителей — земледелие, рубка и сплав леса. Река Явосьма. Часовня. (1910 год)

С 1917 по 1918 год деревня Давыдовщина входила в состав Кузьминской волости Тихвинского уезда Новгородской губернии. 
С 1918 года в составе Череповецкой губернии.
С 1924 года в составе Капшинской волости.
С 1927 года в составе Заборовского сельсовета Капшинского района.
В 1928 году население деревни Давыдовщина составляло 96 человек.

Деревня Давыдовщина на карте 1932 года

Согласно карте Ленинградской области Северо-западного аэрогеодезического треста ГГУ издания 1932 года деревня насчитывала 12 крестьянских дворов. В деревне находилась часовня и мукомольная водяная мельница.
По данным 1933 года деревня Давыдовщина входила в состав Заборовского сельсовета Капшинского района Ленинградской области.
С 1954 года в составе Михалёвского сельсовета.
В 1958 году население деревни Давыдовщина составляло 37 человек.
С 1963 года в составе Тихвинского района.
По данным 1966 и 1973 годов деревня Давыдовщина также входила в состав Михалёвского сельсовета.
По данным 1990 года деревня Давыдовщина входила в состав Ганьковского сельсовета.
В 1997 году в деревне Давыдовщина Ганьковской волости проживали 7 человек, в 2002 году постоянного населения не было.
В 2007 году в деревне Давыдовщина Ганьковского СП также не было постоянного населения, в 2010 году проживали 9 человек.

## География
Деревня расположена в центральной части района к югу от автодороги 41А-009 (Ганьково — Явшиницы).
Расстояние до административного центра поселения — 15 км.
Расстояние до ближайшей железнодорожной станции Тихвин — 59 км.
Деревня находится на правом берегу реки Явосьма близ места впадения её в реку Паша.

## Демография
| 2007 | 2010 | 2017 |
| ---- | ---- | ---- |
| 0    | ↗9   | ↘1   |

### Национальный состав
Согласно данным Всероссийской переписи населения 2021 года в деревне проживал 1 человек, русский.